# (23534) 1993 QP3
A (23534) 1993 QP3 a Naprendszer kisbolygóövében található aszteroida. Eric Walter Elst fedezte fel 1993. augusztus 18-án.